# Захаревич Юрій Іванович
Захаревич Юрій Іванович (18 січня 1963) — радянський важкоатлет.
Олімпійський чемпіон 1988 року в категорії 110 кг.
Чемпіон світу 1985 (110 кг), 1986 (110 кг), 1987 (110 кг) років, срібний призер 1981 (90 кг), 1982 (100 кг) років.
Чемпіон Європи 1984 (110 кг), 1985 (110 кг), 1986 (110 кг), 1987 (110 кг), 1988 (110 кг) років, срібний призер 1981 (90 кг), 1982 (100 кг), 1990 (110 кг) років.
Чемпіон СРСР 1982, 1986 років.